# Bolombolo
Bolombolo es un centro poblado del municipio de Venecia, departamento de Antioquia, Colombia, en la región del suroeste antioqueño, a 61 km de Medellín. Erigido en 1934, cuenta con una extensión de 57.39 km² a 515 m s. n. m.

## Etimología
El término Bolombolo proviene de un cacique llamado Bolombolo que vivió en la zona en la era precolombina.

## Demografía
Bolombolo tiene una población de aproximadamente 3.500 personas.

## Economía
Bolombolo destaca en el comercio, grandes sembrados de maracuyá y de cítricos, ganadería, pesca, y minería artesanal. Además se trata de un lugar turístico por su ubicación a orillas del río Cauca, además su origen histórico en el Ferrocarril de Antioquia: La estación principal para el transporte de ganado, carbón y productos de la zona (en especial la marihuana artesanal que cosechan) la estación Tulio Ospina, donde se realiza senderismo .

## Infraestructuras
Bolombolo se comunica gracias al puente José María Escobar con los municipios de Andes, Ciudad Bolívar, Salgar, Betulia, Concordia, Urrao, Tarso, Pueblorrico, Jericó, La Pintada y Anzá.